# Algimantas Sėjūnas
Algimantas Sėjūnas (* 24. April 1941 in der Rajongemeinde Ukmergė) ist ein litauischer Politiker, Mitglied des Seimas.

## Leben
Nach dem Abitur 1960 an der Mittelschule Vidiškės absolvierte er von 1960 bis 1966  das Studium der Physik an der Vilniaus universitetas. Von 1968 bis 1970 arbeitete er in den Forschungsinstituten und von  1970 bis 1990  im Militärbetrieb "Nuklonas" in Šiauliai. Von 1990 bis 1992 war er Mitglied des Seimas, von 1995 bis 1996 stellvertretender Bürgermeister von Šiauliai.

## Quelle
- Biografie

| Personendaten    | Personendaten                         |
| ---------------- | ------------------------------------- |
| NAME             | Sėjūnas, Algimantas                   |
| KURZBESCHREIBUNG | litauischer Politiker                 |
| GEBURTSDATUM     | 24. April 1941                        |
| GEBURTSORT       | Rajongemeinde Ukmergė, Litauische SSR |